# Jeremy Northam
Jeremy Philip Northam (Cambridge, 1 december 1961) is een Engels acteur. Hij speelde in onder andere Gosford Park, Martin and Lewis en de Netflix-serie The Crown.

## Filmografie
| Jaar | Film                          | Rol                                          | Opmerking |
| ---- | ----------------------------- | -------------------------------------------- | --- |
| 1988 | Journey's End                 | Captain Stanhope                             | Tv-film |
| 1988 | American Playhouse            | Mr. Benson                                   | Tv-serie (1 aflevering:Suspicion) |
| 1988 | Piece of Cake                 | 'Fitz' Fitzgerald                            | Tv-mini-serie (5 afleveringen) |
| 1988 | Wish Me Luck                  | Colin Beale                                  | Tv-serie (14 afleveringen: 1988-1989) |
| 1992 | House of Glass                | Gerald Stafford                              | Tv-film |
| 1992 | A Fatal Inversion             | Rufus Fletcher                               | Tv-serie (3 afleveringen) |
| 1992 | Wuthering Heights             | Hindley Earnshaw                             | |
| 1993 | Soft Top Hard Shoulder        | John                                         | |
| 1993 | Agatha Christie: Poirot       | Hugo Trent                                   | Tv-serie (1 aflevering: "Dead Man's Mirror") |
| 1995 | A Village Affair              | Anthony Jordan                               | Tv-film |
| 1995 | Carrington                    | Beacus Penrose                               | |
| 1995 | The Net                       | Jack Devlin                                  | |
| 1995 | Voices                        | Philip Heseltine/Peter Warlock               | |
| 1996 | Emma                          | Mr. Knightley                                | |
| 1997 | Mimic                         | Dr. Peter Mann                               | |
| 1997 | Amistad                       | Judge Coglin                                 | |
| 1998 | The Tribe                     | Jamie                                        | |
| 1998 | The Misadventures of Margaret | Edward Nathan                                | |
| 1999 | Happy, Texas                  | Harry Sawyer, aka Steven "Steve"             | ALFS Award for British Actor of the Year (ook voor An Ideal Husband en The Winslow Boy) |
| 1999 | Gloria                        | Kevin                                        | |
| 1999 | An Ideal Husband              | Sir Robert Chiltern                          | Evening Standard British Film Award for Best Actor (ook voor The Winslow Boy) |
| 1999 | The Winslow Boy               | Sir Robert Morton                            | Edinburgh International Film Festival Award for Best British Performance |
| 2000 | The Golden Bowl               | Prince Amerigo                               | |
| 2001 | Enigma                        | Mr. Wigram                                   | |
| 2001 | Gosford Park                  | Ivor Novello                                 | Critics' Choice Award voor beste acteerensemble Florida Film Critics Circle Award for Best Ensemble Cast Online Film Critics Society Award for Best Ensemble Special Achievement Award for Outstanding Motion Picture Ensemble Screen Actors Guild Award voor een uitstekende prestatie door een cast in een film Nominated—Phoenix Film Critics Society Award for Best Acting Ensemble |
| 2002 | Possession                    | Randolph Henry Ash                           | |
| 2002 | Cypher                        | Morgan Sullivan/Jack Thursby/Sebastian Rooks | International Fantasy Film Award for Best Actor Catalan International Film Award for Best Actor |
| 2002 | Martin and Lewis              | Dean Martin                                  | Tv-film |
| 2003 | The Singing Detective         | Mark Binney                                  | |
| 2003 | The Statement                 | Colonel Roux                                 | |
| 2004 | Bobby Jones: Stroke of Genius | Walter Hagen                                 | |
| 2005 | Guy X                         | Col. Woolwrap                                | |
| 2005 | A Cock and Bull Story         | Mark                                         | |
| 2007 | The Invasion                  | Tucker Kauffman                              | |
| 2007 | The Tudors                    | Sir Thomas More                              | Tv-serie (15 afleveringen: 2007-2008) |
| 2008 | Fiona's Story                 | Simon                                        | Tv-film |
| 2008 | Dean Spanley                  | Fisk Junior                                  | |
| 2009 | The Payback                   |                                              | |
| 2009 | Creation                      | Reverend Innes                               | |
| 2009 | Glorious 39                   | Joseph Balcombe                              | |
| 2010 | Miami Medical                 | Dr. Matthew Proctor                          | Tv-serie (13 afleveringen) |
| 2012 | White Heat                    | Edward                                       | Tv-serie (6 afleveringen) |
| 2015 | Eye in the Sky                | Brian Woodale                                | |
| 2015 | The Man Who Knew Infinity     | Bertrand Russell                             | |
| 2016 | Our Kind of Traitor           | Aubrey Longrigg                              | |
| 2016 | The Crown                     | Anthony Eden                                 | Tv-serie (6 afleveringen) |